# أياكس أمستردام موسم 2009–10
كان موسم 2009–10 هو الموسم الـ110 لنادي أياكس والموسم الـ54 على التوالي للنادي في الدوري الهولندي.